# Pascal Vahirua
Pascal Vahirua (Papeete, 9 de marzo de 1966) es un exfutbolista y entrenador francés nacido en Tahití.
Cuando tenía 16 años fue reclutado por Guy Roux en la cantera del A.J. Auxerre y se desempeñó como extremo izquierdo. Su debut profesional llegó en 1984 y permaneció once temporadas en el club borgoñón, con el que ganó la Copa de Francia de 1993/94. En 1995 fue traspasado al Stade Malherbe Caen y de ahí pasó al Atromitos F.C. y al Tours F.C. Tras su retirada profesional en 2002, siguió jugando a nivel amateur hasta 2005 y después se integró en el cuerpo técnico juvenil del Auxerre.
Actualmente, Vahirua es responsable de las categorías inferiores del A.S. Tefana tahitiano. Su primo Marama Vahirua también ha sido futbolista profesional.
Vahirua es el primer futbolista polinesio que ha sido internacional con la selección de fútbol de Francia, llegando a disputar la Eurocopa 1992.

## Biografía
Pascal Vahirua nació en Papeete (Tahití, Polinesia Francesa) y se formó en modestos equipos polinesios. Con 16 años fue descubierto por Guy Roux, entrenador del A.J. Auxerre, quien le reclutó en 1982 para las categorías inferiores. Dos años después, el 25 de septiembre de 1984, debutó en la Ligue 1 ante el Stade Brestois 29, y en 1985 consolidó su puesto luego de ganar la Copa Gambardella con el plantel juvenil.
A lo largo de 11 temporadas en Auxerre, Vahirua fue extremo izquierdo titular y destacó por su velocidad, la definición goleadora y su asociación con los delanteros del momento: Éric Cantona, Basile Boli, Corentin Martins y Christophe Cocard. En la temporada 1992/93 el Auxerre fue derrotado en las semifinales de la Copa de la UEFA por el Borussia Dortmund, en lo que sería su mejor participación en competiciones europeas. Un año más tarde, obtendría el único título de su trayectoria cuando el Auxerre venció en la final de la Copa de Francia de 1994 ante el Montpellier HSC.
En 1995 fue traspasado al Stade Malherbe Caen, en el que permanecería tres temporadas y con el que logró subir a la Ligue 1, y en 1998 pasó al Atromitos F.C. griego. En 2001 regresó a Francia para terminar su carrera en el Tours F.C., en categoría semiprofesional. Aunque colgó las botas en 2002, siguió jugando a nivel amateur en el Stade Auxerre hasta 2005.
Tras concluir su carrera, Guy Roux convenció a Vahirua para ingresar en el cuerpo técnico del A.J. Auxerre. En 2014 regresó a la Polinesia Francesa para dirigir a las categorías inferiores del A.S. Tefana, así como segundo entrenador del plantel senior.
La familia de Pascal siempre ha estado vinculada al fútbol polinesio: su tío Bernard fue entrenador en Moorea, mientras que uno de sus primos, Marama Vahirua, ha sido internacional por Tahití y ganador del premio al futbolista del año de Oceanía en 2005. En 2014, Pascal Vahirua fue nombrado caballero de la Orden de Tahiti Nui.

## Selección nacional
Pascal Vahirua es el primer futbolista polinesio que ha sido internacional con la selección de fútbol de Francia. En total disputó 22 partidos entre 1990 y 1994, en los que marcó un gol.
Su debut internacional fue el 21 de enero de 1990 en un amistoso contra Kuwait, y el 25 de marzo de 1992 marcó su único gol con la camiseta bleu, en otro amistoso frente a Bélgica. El seleccionador Michel Platini confió en el extremo para la Eurocopa 1992 y fue titular en los partidos frente a Suecia (1-1) y Dinamarca (1-2). También formó parte de la fase eliminatoria para la Copa Mundial de 1994.

## Trayectoria
| Club                | País    | Año       |
| ------------------- | ------- | --------- |
| A.J. Auxerre        | Francia | 1982-1995 |
| Stade Malherbe Caen | Francia | 1995-1998 |
| Atromitos F.C.      | Grecia  | 1998-2001 |
| Tours F.C.          | Francia | 2001-2002 |

## Palmarés
| Título           | Club         | País    | Año     |
| ---------------- | ------------ | ------- | ------- |
| Copa Gambardella | A.J. Auxerre | Francia | 1985    |
| Copa de Francia  | A.J. Auxerre | Francia | 1993-94 |